# 1934 en Nouvelle-Écosse
Chronologie de la Nouvelle-Écosse
- 1930
- 1931
- 1932
- 1933
- 1934
- 1935
- 1936
- 1937
- 1938

Cette page concerne des événements survenus en 1934 dans la province canadienne de la Nouvelle-Écosse.

## Politique
- Premier ministre : Angus L. Macdonald
- Chef de l'Opposition :
- Lieutenant-gouverneur : Walter Harold Covert
- Législature :